# 出雲高松駅
出雲高松駅（いずもたかまつえき）は、島根県出雲市高松町にあった西日本旅客鉄道（JR西日本）大社線の駅（廃駅）である。大社線廃止に伴い1990年（平成2年）4月1日に廃止された。

## 歴史
- 1912年（大正元年）11月15日：国鉄の朝山駅（あさやまえき）として開業[1]。一般駅[1]。
- 1932年（昭和7年）5月10日：出雲高松駅に改称[1]。
- 1962年（昭和37年）10月1日：貨物の取扱を廃止[1]。
- 1968年（昭和43年）6月1日：業務委託駅となる（日本交通観光社に委託）[2]。
- 1974年（昭和49年）11月1日：荷物の取扱を廃止[3]。駅員無配置駅となる[4]。
- 1987年（昭和62年）4月1日：国鉄分割民営化により西日本旅客鉄道の駅となる[1]。
- 1990年（平成2年）4月1日：大社線廃止に伴い廃止[1]。

## 駅構造
地上駅。開業当時は島式ホーム1面2線をもつ交換可能駅であったが、廃止時は駅舎よりの線路が撤去され、単式ホーム1面1線のみ残されていた。廃止時は無人駅で、駅舎は倉庫代わりに使われていた。
現在はホームとその上の電柱が残るが、県道の拡幅によりホームの西側が少し削られている。

## 駅周辺
- 出雲高松郵便局
- 出雲市立高松小学校
- 出雲市立浜山中学校

## 隣の駅
西日本旅客鉄道（JR西日本）
大社線
出雲市駅 - 出雲高松駅 - 荒茅駅